# Jan Kubin (generał)
Jan Kubin (ur. 19 grudnia 1876 w Krakowie, zm. 13 sierpnia 1927 w Wilnie) – generał brygady Wojska Polskiego.

## Życiorys
Urodził się 19 grudnia 1876 w Krakowie, w rodzinie Ernesta i Anny z domu Wening. Był uczniem gimnazjum (1886–1894) oraz słuchaczem Akademii Wojskowej w Wiener Neustadt (1894–1897). Od 1897 podporucznik i oficer zawodowy kawalerii cesarskiej i królewskiej armii. W latach 1901–1903 był słuchaczem Szkoły Wojennej (niem. Kriegsschule) w Wiedniu). Po ukończeniu szkoły wrócił do 6 Galicyjskiego Pułku Ułanów w Rzeszowie. W latach 1904–1905 pełnił funkcję adiutanta pułku, a w latach 1905–1914 był przydzielony z macierzystego pułku na stanowisko adiutanta osobistego komendanta 10 Korpusu i generała komenderującego w Przemyślu, którymi byli kolejno generał piechoty Arthur Georg Pino von Friedenthal, generał kawalerii Heinrich Kummer von Falkenfeld i generał piechoty Hugo Meixner von Zweienstamm. W latach 1912–1913 wziął udział w mobilizacji sił zbrojnych Monarchii Austro-Węgierskiej, wprowadzonej w związku z wojną na Bałkanach. W I wojnie światowej walczył na froncie rosyjskim i rumuńskim.
W grudniu 1918 przyjęty został do Wojska Polskiego. Grudzień 1918 – czerwiec 1919 dowódca powiatu wojskowego Bielsko-Biała. W czasie wojny z bolszewikami zajmował kolejno stanowiska służbowe:
- adiutanta II Brygady Jazdy od 1 czerwca 1919
- adiutanta Grupy gen. Józefa Lasockiego
- szefa sztabu Grupy gen. Józefa Lasockiego od 1 sierpnia 1919
- szefa sztabu 1 Dywizji Litewsko-Białoruskiej
- zastępcy dowódcy 2 Dywizji Litewsko-Białoruskiej
- szefa sztabu 8 Dywizji Piechoty od 18 stycznia 1920
- szefa sztabu Grupy gen. Józefa Lasockiego
- szefa sztabu 1 Dywizji Litewsko-Białoruskiej od 6 kwietnia 1920
- szefa sztabu 1 Armii od 8 maja 1920
- w dyspozycji Naczelnego Dowództwa od 1 sierpnia 1920
- szefa sztabu Grupy Nadwiślańskiej od 16 sierpnia 1920
- szefa sztabu 4 Armii

9 maja 1921 przydzielony został do Inspektoratu Armii Nr II generała broni Tadeusza Rozwadowskiego na stanowisko szefa sztabu Generalnego Inspektoratu Jazdy. 3 maja 1922 został zweryfikowany w stopniu pułkownika ze starszeństwem z dniem 1 czerwca 1919 i 4. lokatą w korpusie oficerów jazdy (od 1924 – kawalerii). Następnie był szefem sztabu Dowództwa Okręgu Korpusu nr V w Krakowie, pozostając oficerem nadetatowym 8 pułku ułanów. 27 września 1923 został przydzielony do Inspektoratu Armii Nr IV w Krakowie na stanowisko I oficera sztabu. Z dniem 1 czerwca 1924 mianowany został dowódcą XVII Brygady Kawalerii w Hrubieszowie, a z dniem 1 grudnia tego roku – dowódcą 3 Samodzielnej Brygady Kawalerii w Wilnie.
1 grudnia 1924 Prezydent RP Stanisław Wojciechowski na wniosek Ministra Spraw Wojskowych generała dywizji Władysława Sikorskiego awansował go na generała brygady ze starszeństwem z 15 sierpnia 1924 i 10. lokatą w korpusie generałów. Z dniem 1 kwietnia 1927 został mu udzielony dwumiesięczny urlop z zachowaniem uposażenia, a z dniem 31 maja 1927 tego roku został przeniesiony w stan spoczynku. Osiadł w Wilnie. Tam zmarł 13 sierpnia 1927.

## Awanse
- porucznik (niem. Leutnant) – 1897
- nadporucznik (niem. Oberleutnant) – ze starszeństwem z 1 listopada 1901[28]
- rotmistrz (niem. Rittmeister) – ze starszeństwem z 1 maja 1911[29][30]
- major – 1917

## Ordery i odznaczenia
- Krzyż Walecznych – trzykrotnie (po raz 1 i 2 w 1922[31])
- Brązowy Medal Jubileuszowy Pamiątkowy dla Sił Zbrojnych i Żandarmerii[16]
- Krzyż Jubileuszowy Wojskowy[16]
- Krzyż Pamiątkowy Mobilizacji 1912–1913[16]